# Leptogenys acutirostris
Leptogenys acutirostris är en myrart som beskrevs av Santschi 1912. Leptogenys acutirostris ingår i släktet Leptogenys och familjen myror. Inga underarter finns listade i Catalogue of Life.

## Bildgalleri

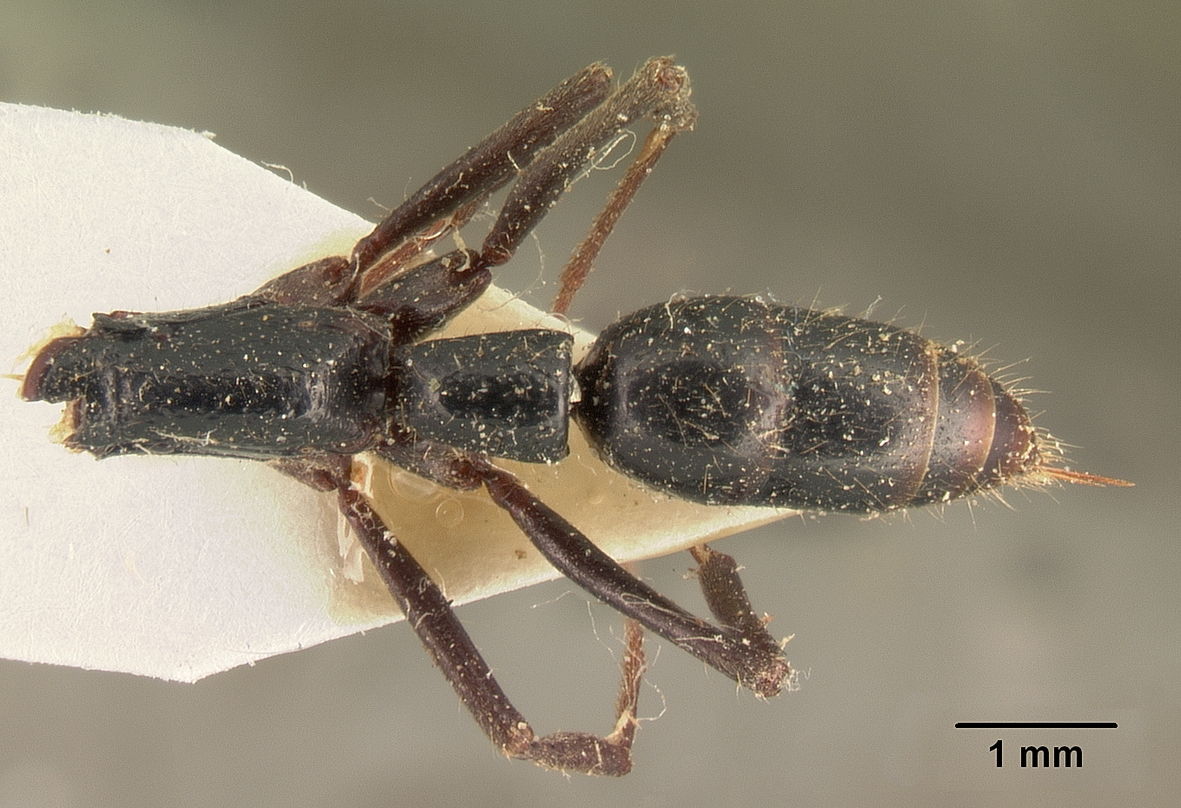
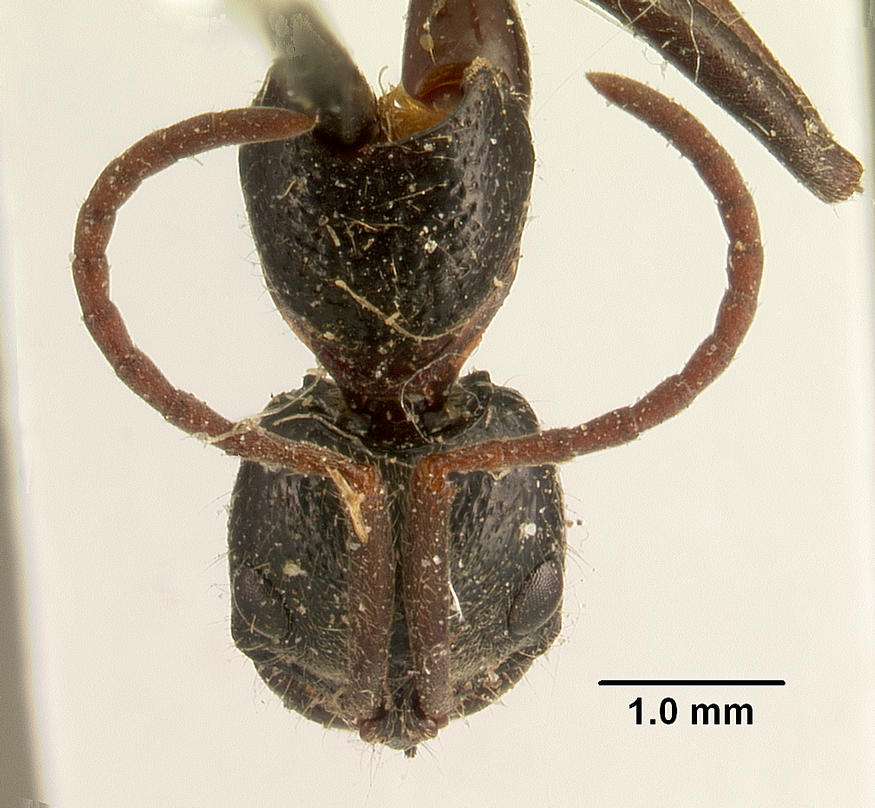
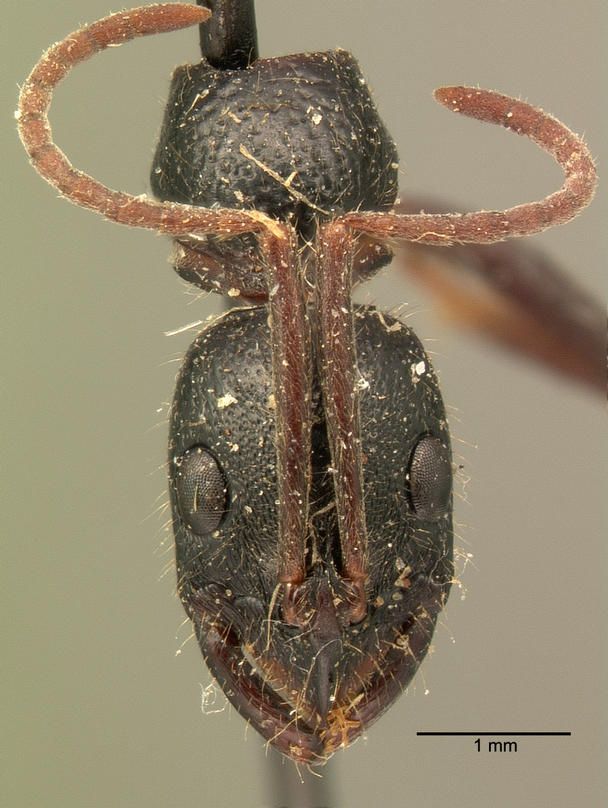
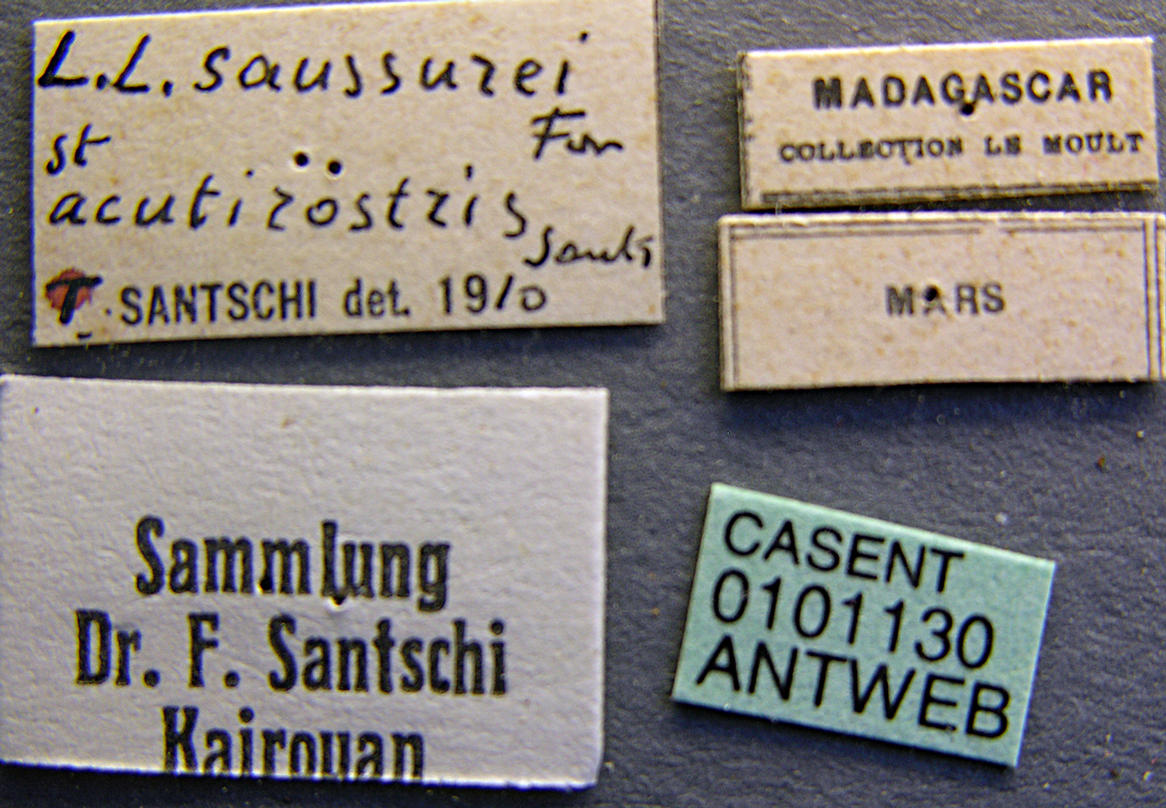
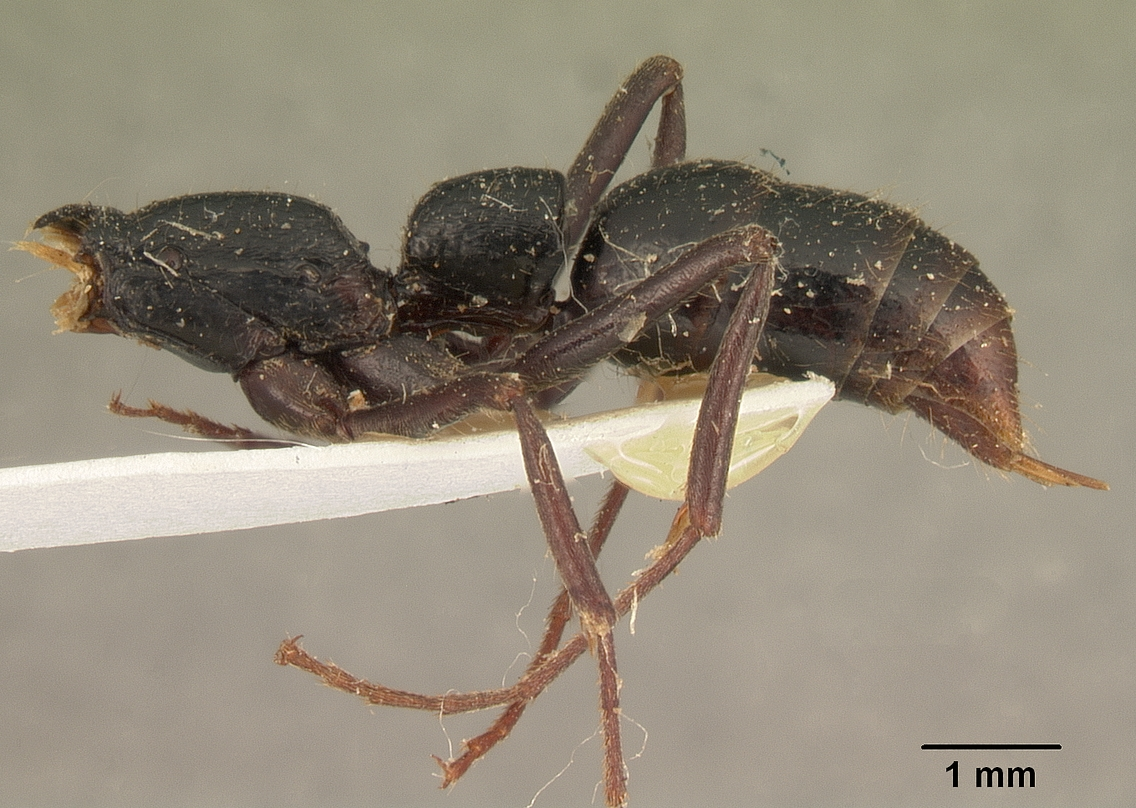
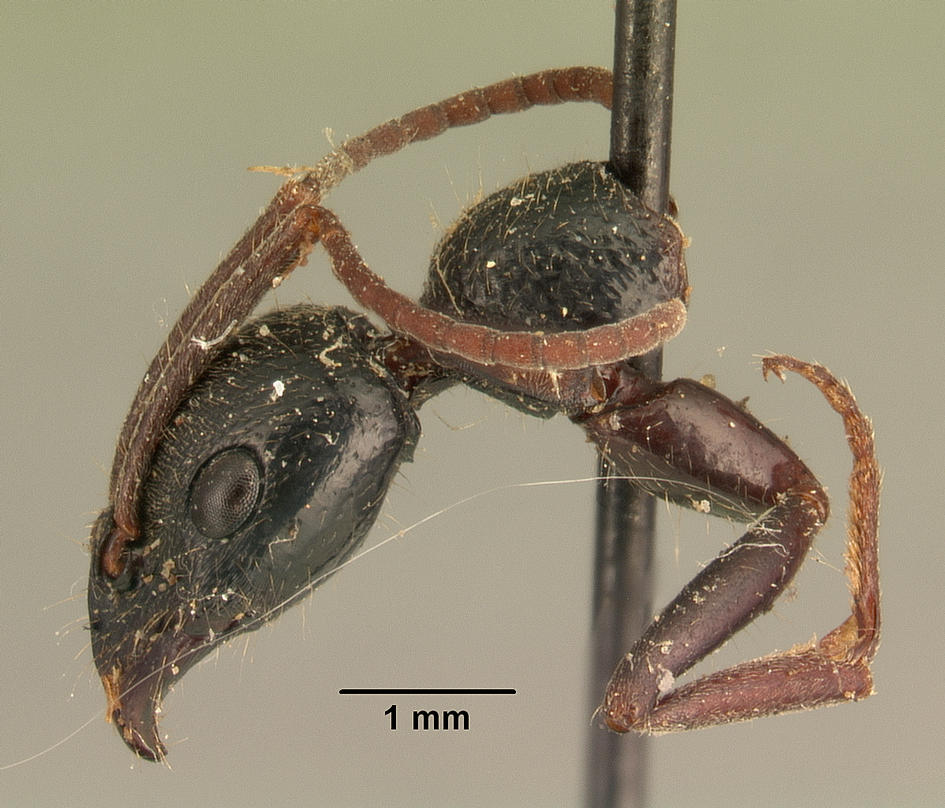